# Blue Water Bridge

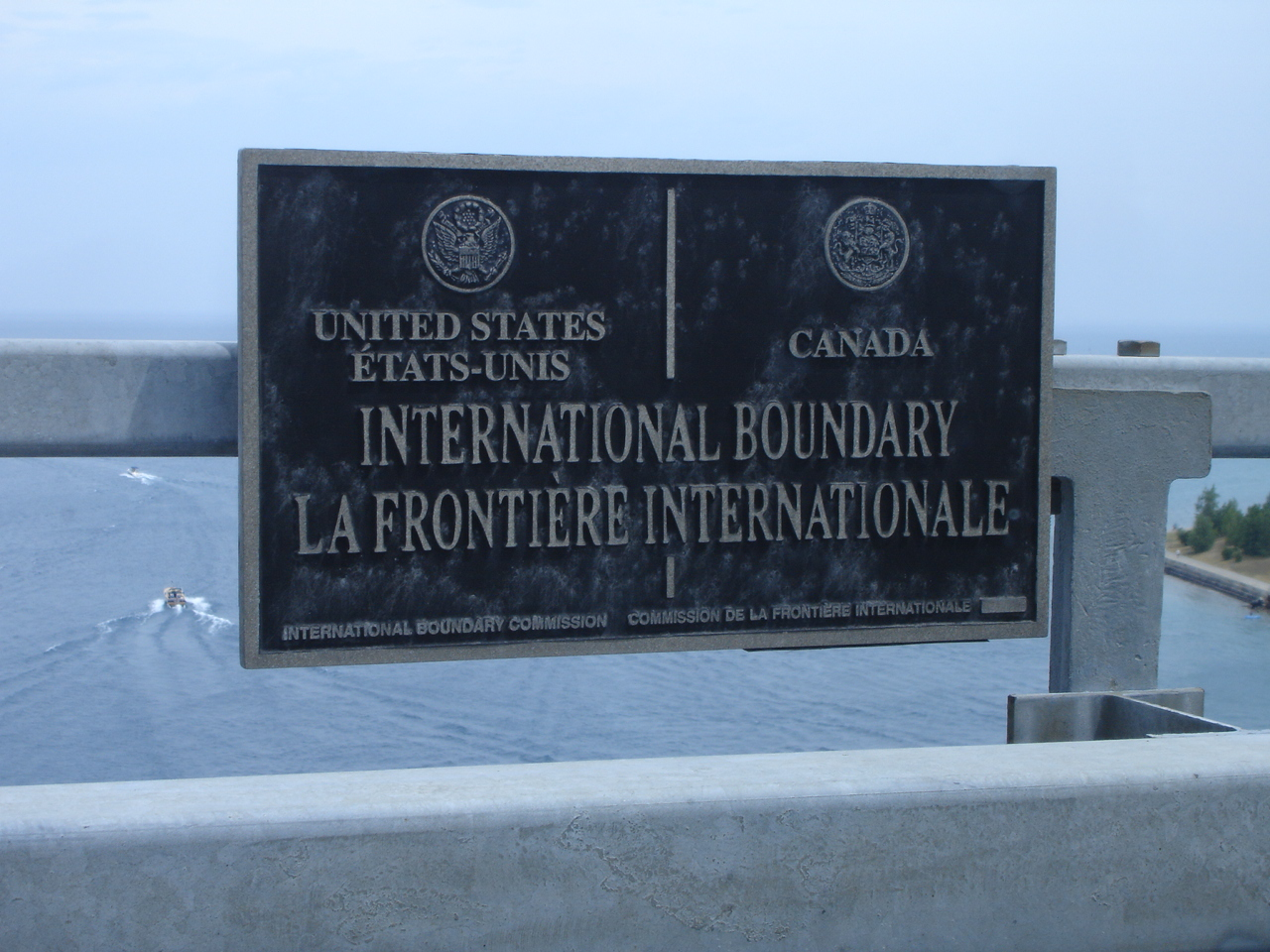
Gränsskylten mellan USA och Kanada på Blue Water Bridge

Blue Water Bridge är två parallella broar som korsar St. Clair River mellan Port Huron, Michigan, USA och Point Edward, Ontario, Kanada. Den förbinder Highway 402 på den kanadensiska sidan med Interstate 69 och Interstate 94 på den amerikanska sidan. Bron är en av de trafikintensivaste förbindelserna mellan USA och Kanada.

## Historik
Den första bron öppnades för trafik den 10 oktober 1938. Chefsingenjör var Ralph Modjeski. Bron hade ursprungligen två filer för fordon samt trottoarer, de senare togs bort på 1980-talet för att ge plats för en tredje fil för fordon. Trafikriktningen för den tredje filen växlade efter behov.
En andra trefilsbro, precis söder om den första, öppnade den 22 juli 1997. Den första bron stängdes omedelbart därefter för renovering och öppnade igen 1999.

## Framtida projekt
I mars 2009 meddelade Kanadas premiärminister Stephen Harper att 13,5 miljoner kanadensiska dollar satts av för att förbättra bron. Nya anslutningsvägar och inspektionskurer ska byggas för att minska trängseln vid gränsen och öka handeln. Arbetet planeras att påbörjas i maj 2009 .
[uppföljning saknas]